# 廖桂永
廖桂永（1962年12月29日—），中国广东广州人，围棋职业九段棋手。他11岁学棋，12岁进体校，17岁进集训队，1982年定为四段，1995年升为九段。他曾获1984年全国围棋个人赛第六名及1986年、1989年第四名，1994年第5届棋王战四强及第8届天元战四强。
廖桂永的妻子是围棋职业四段棋手沈曼蓉。